# Scelolyperus tibialis
Scelolyperus tibialis es una especie de insecto coleóptero de la familia Chrysomelidae.
Fue descrita científicamente en 1985 por Chen & Wang in Huang, Han & Zhang.